# 八千把村
八千把村（やちわむら）は、かつて熊本県八代郡に存在していた村。1954年に八代市に編入されて消滅した。

## 歴史
- 1876年 - 上野村、大村、海士江村が合併し会地村が成立。
- 1889年4月1日 - 町村制施行により、会地村、田中村、古閑村が合併し発足。
- 1954年4月1日 - 高田村、金剛村とともに八代市に編入され消滅。

## 学校
- 八千把村立八千把小学校
  - 浜分校
- 八千把村立八千把中学校